# عاصم عمر (تنظيم القاعدة)
عاصم عمر هو زعيم تنظيم القاعدة في شبه القارة الهندية السابق، حيث أعلن أيمن الظواهري إنشاء فرع لتنظيم القاعدة في شبه القارة الهندية وتولية عاصم عمر عليها في شريط فيديو نُشِرَ على الإنترنت في سبتمبر 2014.

## حياته
ولد بين 1974 و1976 في ولاية أتر برديش في الهند. ودرس في دار العلوم ديوبند، ثم غادر الهند وانتقل للعيش إلى باكستان في أواخر التسعينات، وأعطى دروسًا دينية في مخيمات حركة المجاهدين في كشمير.
كما درس في جامعة العلوم الإسلامية في كراتشي، ودار العلوم حقانية في خيبر بختونخوا، يقال أنه سافر إلى أفغانستان حيث التقى أسامة بن لادن، وانضم إلى حركة الجهاد الإسلامي، حيث رافق إلياس كشميري زعيم الحركة.
ظهر في عدة مقاطع مرئية أنتجتها طالبان باكستان، وألّف ما يقرب من أربعة كتب تدعو إلى الجهاد. وبحلول أبريل 2014 أصبح شرعي القاعدة في باكستان.
قتل عاصم عمر في 23 سبتمبر 2019، خلال هجوم في أفغانستان أدى إلى مقتل 40 من المدنيين و6 من عسكريّ القاعدة.